# José Cayetano Paravicino
José Cayetano Paravicino, OFM (Arequipa, 5 de junio de 1690 - Trujillo, 20 de octubre de 1750) fue un religioso peruano. Procurador general de la orden franciscana en las Indias, obispo de Asunción (1738-1747) y luego de Trujillo (1747-1750).

## Fraile franciscano
Hijo de Luis Bernardo Paravicino y Francisca del Cuadro. Muy joven se trasladó al Cuzco, en cuyo convento franciscano ingresó. Estudió en la Universidad San Antonio de Abad, donde se graduó de doctor en Teología. Transferido a la provincia franciscana de Charcas, fue guardián del convento de La Paz, luego predicador general y definidor de dicha provincia y, como tal, calificador del Santo Oficio.
Nombrado pro-ministro de los franciscanos, viajó a España para asistir al capítulo general de su orden realizado en Madrid. Allí fue elevado a procurador general de las Indias (América española) y, estando en esa labor, se le anunció su nombramiento como obispo de Paraguay en 1738. A su solicitud, fue consagrado en España, y la ceremonia la ofició el obispo de Cádiz, Tomás del Valle.

## Obispo de Paraguay
Tomó posesión de su sede en Asunción en 1742. Realizó la visita pastoral a todas las doctrinas y reducciones del territorio de su diócesis, en los años 1743, 1744 y 1747. Tuvo especial cuidado con la moral y la disciplina de los eclesiásticos, así como de la moral de los feligreses en general. Al término de su segunda visita remitió un informe a Madrid, donde anunciaba haber consagrado a 21 700 personas.
El cabildo asunceno remitió a su vez una carta al rey, donde alababa la piedad de su obispo y recomendaba que se le diera alguna honra.

## Obispo de Trujillo (Perú)
Él mismo solicitó su traslado a una nueva sede diocesana. En 1748 fue promovido al obispado de Trujillo, en el Perú. Al hallarse su nueva sede muy distante, tomó posesión en su nombre el arcediano Pedro Bustillos de la Concha, el 1 de marzo de 1749.
Finalmente, el 17 de junio de 1749 (o quizás el 28 de julio), entró personalmente en Trujillo. Inició la visita pastoral por los valles de la costa norte peruana, dirigiéndose hacia el norte, hasta Piura. De allí se adentró a la sierra. Al año siguiente reanudó la visita por la agreste serranía de Huamachuco. Pero el clima debió afectarle mucho, pues en Otuzco enfermó gravemente, por lo que debió ser llevado de regreso a Trujillo, donde falleció. Su gobierno episcopal había durado apenas un año.
Fue enterrado en la iglesia de San Francisco de Trujillo, al lado del evangelio en el presbiterio. En Lima, se le recuerda por haber consagrado la iglesia del Convento de los Descalzos a Nuestra Señora de los Ángeles, el 21 de mayo de 1749. Un retrato suyo se conserva en dicho convento.